# Windows Server 2008
Windows Server 2008是微軟的一个服务器操作系统，繼承Windows Server 2003。Windows Server 2008在進行開發及測試時的代號為Windows Server "Longhorn"，也就是Windows Vista的伺服器版本。
Windows Server 2008是一套和Windows Vista（代號為Longhorn）相对应的服务器操作系统，兩者擁有很多相同功能。與Windows 2000的Professional版和Server版一樣，兩者在開發時共用大多數的程式碼，連Service Pack皆可共用；Vista和Server 2008、XP和Server 2003間存在相似的關係。（XP和Server 2003的代號分別為Whistler及Whistler Server）

## 開發歷程
Windows Server 2008的測試版本Server Longhorn Beta 1於2005年7月27日發佈、Beta 2版本則於2006年5月23日公佈，2007年4月發佈了功能發展齊備的Beta 3版本。Release Candidate 0（下稱RC）在2007年9月24日 公佈。RC 1发布在2007年12月25日。，這是推出市面前最後的一個測試版本。 正式版2008年2月27日发布，版本号为6.0 (Build 6001)。在Windows Server 2008發佈時，即已包含了SP1。2009年5月14日发布集成SP2的版本。
2009年9月28日发布Windows Server 2008 R2。该系统为全新开发，和Windows Server 2008仅是名称相像而不像Windows Server 2003 R2那样仅仅是在Windows Server 2003的基础上附加一些功能，且仅有64位版本。

## 版本及售價
大多数的Windows Server 2008都同时拥有64bit和32bit两个版本，Windows Server 2008 for Itanium-based Systems支持IA-64处理器，IA-64版本被设计用来处理高工作量的工作，比如数据操作或者处理企业核心业务流程。但是IA-64版本没有对文件服务器或者多媒体服务器进行优化。微软宣称Windows Server 2008是该公司最后一个支持32bit的服务器操作系统，從Windows Server 2008 R2起只支援64位元。下面是Windows Server 2008版本的列表，及微軟公佈的參考售價。同時也延续了Windows Server 2003的版本命名方式。
- Windows Server 2008 Standard Edition（x86 and x64）标准版（999美元，含5个客户端访问许可）
- Windows Server 2008 Enterprise Edition（x86 and x64）企业版（3999美元，含25个客户端访问许可）
- Windows Server 2008 Datacenter Edition（x86 and x64）数据中心版（2999美元/每一处理器）
- Windows HPC Server 2008
- Windows Web Server 2008 (x86 and x64)网络服务器版（469美元）
- Windows Storage Server 2008 (x86 and x64)存储中心版
- Windows Small Business Server 2008 (Codenamed "Cougar") (x64) for small businesses
- Windows Essential Business Server 2008 (Codenamed "Centro") (x64) for medium-sized businesses
- Windows Server 2008 for Itanium-based Systems（2999美元/每一处理器）

其中標準版、企業版及資料中心版若選購不含Hyper-V的版本時，則各減少28美元。

## 功能
Windows Server 2008的核心編碼與Windows Vista一樣， 因此它包含有許多同樣的改進。當中最引人注意的地方是它嶄新的安裝模式：它在安裝時允許伺服器的管理員選擇安裝整個伺服器軟件，又或是只安裝「伺服器核心」（Server Core）。
「伺服器核心」是一種回復到從前的安裝方式，沒有使用者圖形介面，所有的設定與維護全都是由指令碼控制，或者是利用Microsoft Management Console作遠端連線操作。"伺服器核心"同時也不會內建.NET Framework，Internet Explorer及其他許多跟核心伺服器不相干的功能。一個「伺服器核心」主機可以以四個身分來控制網域控制者、DNS伺服器、DHCP伺服器及檔案伺服器。
- Active Directory網域控制站新增唯讀操作模式（RODC, Read-only Domain Controller）。
- 政策式網路作業（Policy-based networking），改良了的管理界面及增強了的用戶協調功能
- Internet Information Services 7，內建支援PHP網頁程式。
- 改良的即時更新方式，更新時不需要動到"核心程式"，因此也不需要重新開機。
- 完全組件化的作業系統。
- WIM，圖像為主的安裝模式及工具使用
- 控制角色為主的管理工具「伺服器管理員」（Server Manager），結合了Windows Server 2003裡的「管理你的伺服器」（Manage Your Server）及「安全設定精靈」（Security Cofiguration Wizard）。
- 一個升級的終端機服務組件，支援遠端桌面協定（Remote Desktop Protoco 6.0），最讓人值得注意的改進是可以利用遠端桌面連線來共享一個程式，而不像以前共享整個桌面（此即Terminal Service中的RemoteApp新功能）。
- 在x86-64系統上，可由可擴展韌體介面（EFI, Extensible Firmware Interface）開機
- Windows SharePoint Services 3.0
- DirectX 10（透過Platform Update更新，DirectX 11被引入，但桌面視窗管理員並未更新採用Direct3D 10.1功能）
- exFAT
- Windows PowerShell
- Hyper-V，一個虛擬系統的程式（處理器需支援INTEL VT/AMD的虛擬技術才能使用），但此功能只能在x64平台的Windows Server 2008上使用。
- 可靠性監視器（Reliability Monitor）[5]

## 已知问题
- 2007年3月15日，不支持扫描仪和摄像机 （页面存档备份，存于）
- 2008年5月20日，RPC安全漏洞可导致内存泄漏 （页面存档备份，存于）
- 2008年10月23日，RPC安全漏洞可导致远程代码执行 （页面存档备份，存于）
- 2008年12月9日，EventLog服务可导致计算机无响应 （页面存档备份，存于）
- 2009年4月3日，网络共享、自动播放可传播病毒 （页面存档备份，存于）
- 2009年5月14日，在多处理器系统上休眠失败 （页面存档备份，存于）
- 2009年6月15日，RPC安全漏洞可导致权限提升 （页面存档备份，存于）
- 2010年1月27日，IE安全漏洞可导致远程代码执行 （页面存档备份，存于）
- 2010年2月9日，IE安全漏洞可导致远程代码执行 （页面存档备份，存于）
- 2011年6月20日，Windows NT 4 server轉移到Windows 2008 server R2 (Migration)

## 系统需求
Windows Server 2008的系统需求：
|                | 最低配置                      | 建议配置 |
| -------------- | ----------------------------- | --- |
| 处理器         | 1 GHz（x86）or 1.4 GHz（x64） | 2 GHz或者更快 |
| 内存           | 512 MB RAM                    | 2 GB RAM或者更多 - 最大内存（32-bit）: 4GB RAM（标准版）或64GB RAM（企业版和数据中心版） - 最大内存（64-bit）: 32GB RAM（标准版）或2TB RAM（企业版，数据中心版和Itanium-Based版） |
| 显示卡和显示器 | Super VGA (800 x 600)         | Super VGA（800 x 600）或者更高分辨率 |
| 磁盘可用空间   | 10 GB                         | 40 GB或者更多 |
| 驱动器         | DVD-ROM                       | DVD-ROM或者更快 |
| 其它设备       | 键盘和鼠标                    | 键盘 和 鼠标 |

## 推廣
微軟公司為推廣Windows Server 2008，特地設立了多個架設了不同版本Windows Server 2008的虛擬實驗室，讓有興趣的管理員申請每段90分鐘的時段來測試伺服器的功能。

## 外部連結

### 微軟網頁
- 微軟Windows Server 2008官方網頁 USA - Taiwan - China （页面存档备份，存于）
- New Networking Features in Windows Server "Longhorn" and Windows Vista—lengthy article from Microsoft Technet covering new networking features in detail

### 其它
- ZDnet UK article （页面存档备份，存于）
- News.com
- computerperformance.co.uk （页面存档备份，存于）
- VistaBase Longhorn Server section[永久]
- winsupersite.com Preview
- winsupersite.com Preview 2
- CoreConfigurator……Basic GUI configuration utility for Windows Server Core 2008